# Hvidnæse
Hvidnæsen (Lagenorhynchus albirostris) er en stor delfin med en længde på op til omkring 3 meter. I østlige bestande er det korte og tykke næb hvidt, mens det mod vest generelt er mørkere. Rygfinnen er karakteristisk høj og seglformet, især hos hanner. Hvidnæsen kaldes ligesom andre delfiner undertiden for springeren. Den hører hjemme i det nordlige Atlanterhav og findes i et bånd over oceanet fra Cape Cod, det sydlige Grønland, rundt om Island til Svalbard. Enkelte individer kan vandre ind i Østersøen eller ned til Biscayen.
Det er den næstmest almindelige hvalart i Danmark efter marsvinet. Den yngler i Nordsøen, hvad fundet af nyfødte kalve på den jyske vestkyst understøtter.
Hvidnæsen er ikke i så høj grad tilpasset arktiske forhold som f.eks. hvidhvalen og narhvalen. Hvidnæsen kan nemt forveksles med hvidskæving. Hvidnæsen er dog typisk større og har ikke det gule bånd på haleroden. Den globale population menes at være mindst hundrede tusinde individer.
Hvidnæsen er akrobatisk og socialt anlagt. De rider ofte på skibes bovbølger på hurtige både, og hopper fri af vandoverfladen. Hvidnæsen er set i selskab med spækhuggere og finhvaler samt andre delfinarter.

## Billeder
- Illustration fra Bergens museums årsberetning for 1888.
- Skelet fra det zoologiske museum i Hamborg